# ロックフォール＝レ＝パン
ロックフォール＝レ＝パン （Roquefort-les-Pins）は、フランス、プロヴァンス＝アルプ＝コート・ダジュール地域圏、アルプ＝マリティーム県のコミューン。

## 地理
ロックフォール＝レ＝パンは、カンヌから18km、ニース空港から17km、グラースから13km離れている。

## 歴史

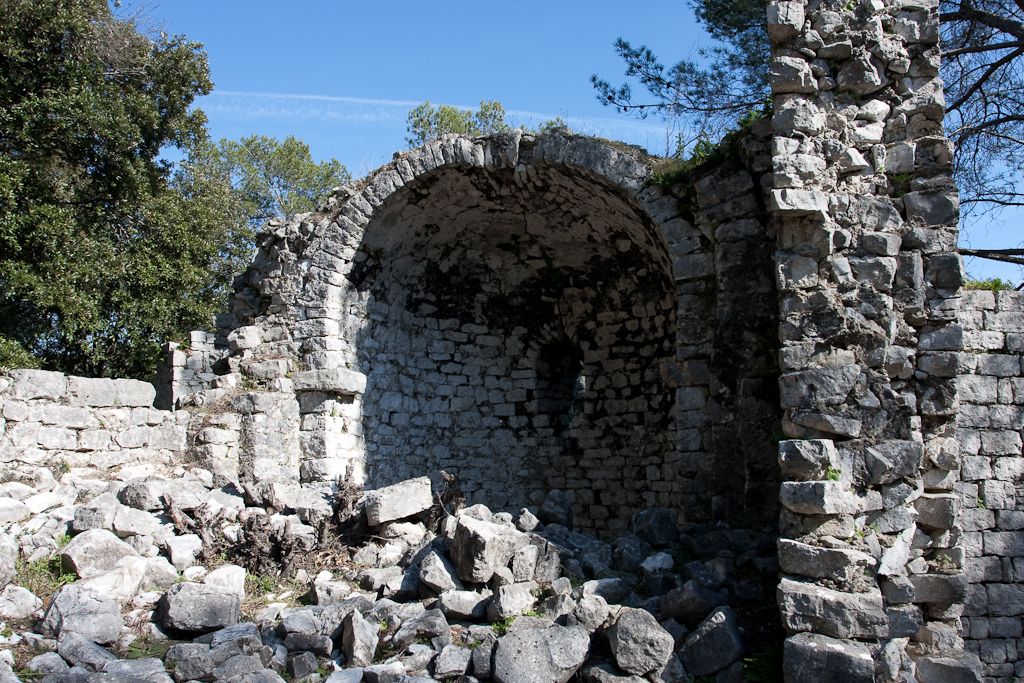
ロックフォール城の廃墟

- 1241年 - レランス修道院の修道士たちはロックフォールにあった自分たちのサン・ポールのコミュニティを16,000ソルで売却した。しかし、サン・ペール礼拝堂の所有権は保持し続けた。
- 1537年 - 壁の建設に伴いサン・ポールのコミュニティは、ロックフォールのテロワールを400区画に分割し、それらを年9フローリン半の価格で9年間支払う個人400人に分配した。
- 1790年 - ロックフォールはサン＝ポール＝ド＝ヴァンスから分離し、コミューンとなった。当時590人の住民がいた。
- 1932年 - コミューンの名称が正式にロックフォール＝レ＝パンとなった。

## 人口統計
| 1962年 | 1968年 | 1975年 | 1982年 | 1990年 | 1999年 | 2006年 | 2011年 |
| ------ | ------ | ------ | ------ | ------ | ------ | ------ | ------ |
| 1123   | 1575   | 2507   | 3432   | 4714   | 5239   | 6058   | 6289   |

参照元:1999年までEHESS、2004年以降INSEE

## ゆかりの人物
- セザール・バルダッチーニ - 彫刻家。ロックフォールに滞在した